# Três Lagoas
Três Lagoas est une municipalité brésilienne de la région Centre-Ouest située dans l'État du Mato Grosso do Sul. C'est la quatrième cité la plus peuplée de cet État. La municipalité a été créée en 1915, mais elle a été colonisée depuis les années 1880 par Luís Correia Neves, Antônio Trajano dos Santos et Protásio Garcia Leal. Son nom vient des trois lacs qui existent dans la région.
La cité possède une distribution de revenus raisonnable et n'a pas de poche de misère. C'est un centre régional qui a toutes les facilités nécessaires d'un centre urbain et qui fournit à ses habitants une haute qualité de vie.
Située à un croisement des réseaux routier, fluvial et ferroviaire du Brésil, la cité offre un accès privilégié aux régions Centre-Ouest, Sud-Est et Sud du pays et à l'Amérique du Sud. Pour cela et vu la disponibilité d'énergie, d'eau, de matières premières et de mains-d'œuvre, la cité connait une phase de transition économique et une industrialisation rapide.
Son potentiel touristique est aussi important.
Três Lagoas a reçu des milliards de dollars d'investissement et on prévoit que dans les prochaines années, elle sera la deuxième cité du point de vue économique et politique du Mato Grosso do Sul. La Revue Exame l'a désignée comme un des pôles de développements les plus prometteurs.

## Géographie

### Localisation
La ville de Três Lagoas est située à l'extrême est du Mato Grosso do Sul, s'étendant au-delà du Rio Sucuriú, au nord, et du district d'Arapuã, à l'ouest, et ayant le Rio Paraná et l'État de São Paulo comme limite à l'est et le Rio Verde au sud. Elle s'étend sur 10 235,8 km2. Son altitude s'élève de 260 mètres au niveau du Rio Paraná et 518 mètres dans les collines du district de Garcias. Dans le centre urbain, l'altitude moyenne est de 320 mètres. Dans la ville l'altitude moyenne est de 350 à 400 mètres.

### Climat
Dans la classification de Köppen, la ville de Três Lagoas appartient à la zone climatique désignée par la lettre A (climat tropical) et son régime des pluies est w (saison sèche en hiver). C'est un climat tropical chaud et humide avec une saison pluvieuse en été et sèche en hiver. La température moyenne est de 26 °C.
Les précipitations annuelles dans les zones influencées par le type Aw sont comprises entre 900 mm et 1 400 mm.
Cependant, les masses d'air provenant du sud, de l'est et de l'ouest et qui se rencontrent sur son territoire font que son climat est différent du centre du Mato Grosso do Sul et de l'ouest de l'État de São Paulo.
En général, il ne pleut pas durant trois mois de suite du début de juin à la fin d'août et parfois jusqu'à mi-septembre. Entre juin et septembre, il y a un déficit hydrique important d'un peu plus de 30 mm mais l'eau reste dans le sol durant la plus grande partie de la période sèche. Cette saison est de plus en plus chaude et rarement il gèle comme il arrivait souvent avant 1980. Auparavant, durant l'hiver, la température de Três Lagoas s'approchait de zéro la nuit.
Le trimestre le plus pluvieux est typique de l'été austral (novembre, décembre et janvier), décembre étant le mois de plus fortes pluies avec des orages d'été venant toujours du sud. La pluie est forte et nettoie le ciel avant le crépuscule. Tout comme les hivers, les étés sont de plus en plus chauds. Le régime des pluies, cependant, ne change pas encore d'une manière visible. La moyenne des pluies mensuelle est de 100 mm par mois entre octobre et mars. En mars, les pluies commencent à diminuer.

### Hydrologie

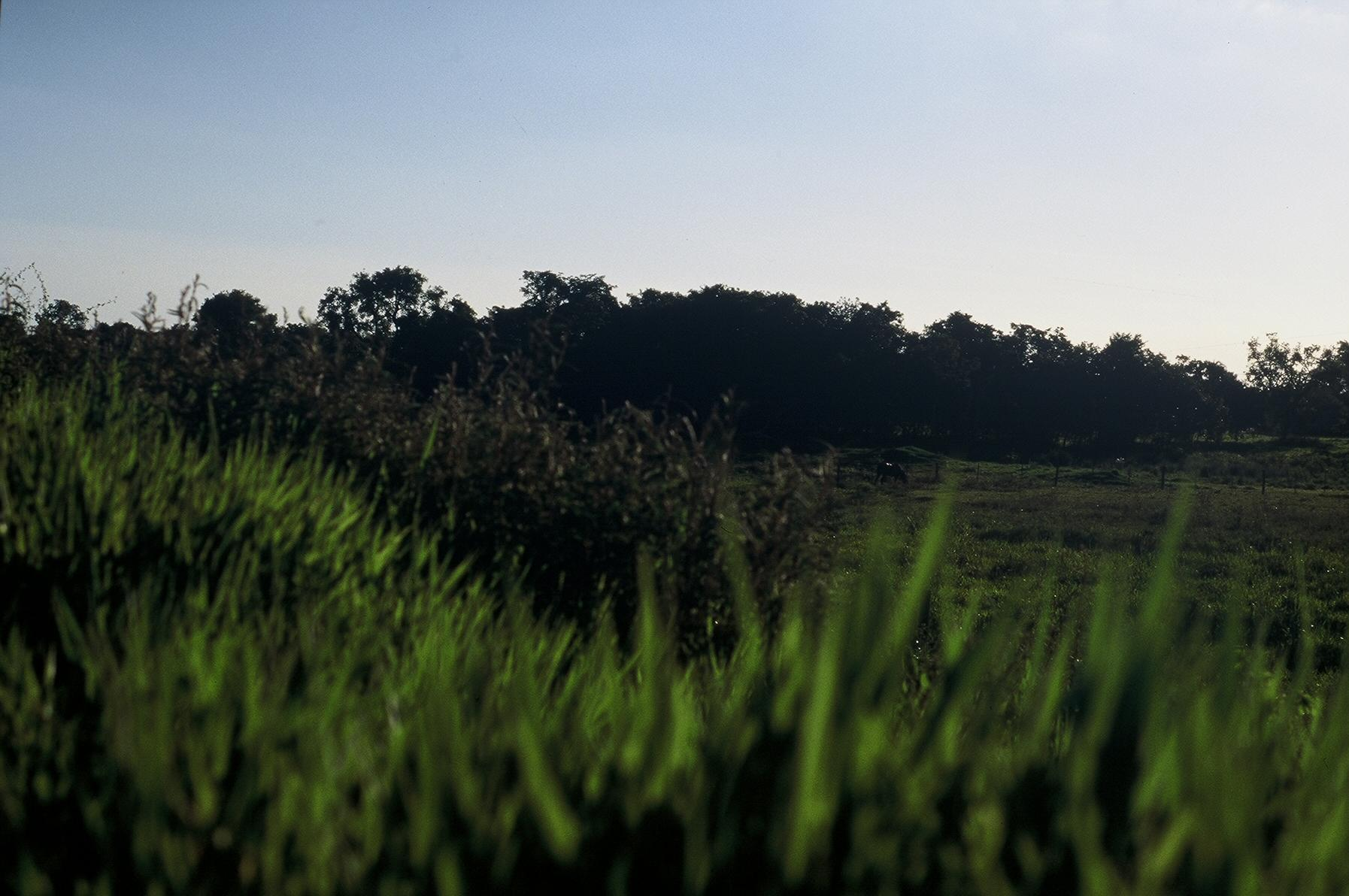
Paysage rural de Três Lagoas.

L'hydrographie de la région est riche. En plus des rivières déjà citées et des lacs, on y trouve diverses petites rivières (corregos) et ruisseau (riachos). Les rivières souterraines de la région sont facilement atteintes, parfois à vingt mètres de la surface, parfois à cent mètres.
Três Lagoas se situe dans le bassin du Parana qui s'étend sur 700 000 km² et il s'agit du cinquième bassin hydrographique du monde. Le bassin comprend deux sous-bassins importants celui du Rio Verde et celui du rio Sucuriú. Le réseau hydrographique de Três Lagoas comprend les rios Paraná, Pombo, Sucuriú e Verde; en plus des riviéres Baguaçú, Bonito, Brioso, Campo Triste, Imbaúba, Palmito, Piaba, Prata et Beltrão; et des rivières Azul, Boa Vista, Cervo, Estiva, Jacaré, Lajeado, Moeda, Pontal, Porto, Pratinha, Taboca et Urutu.
La municipalité se trouve au-dessus du plus grand lac souterrain de la planète: l'Aquifère Guarani. Par les rivières souterraines, l'aquifère est facilement atteint par des excavations. L'eau du Ribeirão Palmito en vient mais elle est très chaude et na pas une saveur agréable.
L'eau potable de Três Lagoas retirée de ses rivières souterraines est jugée comme la meilleure du Brésil. La cité de Três Lagoas est surnommée la « Cité des Eaux ».

## Histoire

### Origines
Il y a des siècles, avant la colonisation par l'homme blanc, la tribu indigène des Ofaiés vivait dans la région ouest du Mato-Grosso où se trouve la ville de Três Lagoa. Ces Ofaiés, groupe de la famille Macro-Jê, descendent des civilisations indigènes du Chaco en Bolivie. Ils survivaient de la cueillette, la chasse et la pêche et étaient nomades sur les terres situées entre le Rio Parana, la Serra de Maracaju et, au nord, la latitude du Rio Sucuriú.
À partir du XVIIIe siècle, la région Três Lagoas et ses habitants, les Ofaié, commencèrent à être incommodés par la visite des bandeirantes paulistes, en excursion de reconnaissance du territoire. Dès 1829, une expédition envoyée par le futur sénateur et plus tard Baron de Antonieta, João da Silva Machado, et commandée par Joaquim Francisco Lopes, dans le but d'étendre le domaine de l'élevage dans la vallée du Rio São Francisco, traversa le Rio Paraná et entra en contact avec les Indiens qui étaient dociles. Ont fait aussi partie de cette « entrée » : Januário Garcia Leal et d'autres sertanistes.
La commune de Paranaíba et la colonisation du sud du Mato Grosso
José Garcia Leal, João Pedro Garcia Leal, Joaquim Garcia Leal et leurs autres frères accompagnés de leurs familles, employés et esclaves fuyant les persécutions politiques restèrent dans la région. Les Garcia Leal et leurs proches créèrent, ainsi, le village de Sete Fogos, aujourd'hui Paranaíba, au nord de la région de Três Lagoas. Avec d'autres éleveurs ils s'installèrent aux environs du Rio Paranaíba.
Bien que ces colonisateurs se maintinssent à une certaine distance des amérindiens et vu qu'il y avait toute la région entre les rios Sucuriú et Paranaíba comme tampon entre eux, les natifs de la tribu Ofaié, qui rencontraient de temps en temps les défricheurs durant leurs mouvements évitaient le contact et maintenait toujours une certaine distance de ceux-ci. Durant les années 1840, cependant, Joaquim Francisco Lopes exécute de nouveau une «entrée» aux confins du sud du Mato Grosso. Il retrouve les Ofaiés aux sources des rios Negro, Taboco et Aquidauana, affluents du Rio Paraná.
À partir du milieu du XIXe siècle, les bandeirantes de São Paulo qui, peu à peu, devenaient fermiers éleveurs fixes, traversèrent le Rio Paraná et s'établirent dans des endroits au hasard du centre et à l'ouest de l'actuel État du Mato Grosso do Sul, pourchassant et réduisant en esclavage les Amérindiens de l'endroit.
Les Ofaiés, qui étaient déjà nomades s'écartèrent de la région du confluent des Rios Surucuí et Paraná, se réfugiant au sud et à l'ouest, entre la région du Rio Verde où se trouve la ville de Brasilândia et la Serra de Maracaju.
La région de l'actuelle Três Lagoas, cependant, restait sans occupation vu que l'intérêt des colonisateurs de São Paulo était de s'étendre vers l'ouest pour avoir devant eux des étendues de terre infinies. La région de Três Lagoas continuait, ainsi, sous l'influence du front de colonisation qui se trouvait au Paranaíba et qui, tôt ou tard, allait s'étendre vers le sud.
Avec l'implantation des propriétés et l'installation de bornes de limite sur les bords des rivières, les Paulistas démarquèrent des surfaces très grandes et créèrent de grands latifundios dans la région du Rio Pardo en direction du Rio Vacaria et du Rio Brilhante, au centre de l'État actuel du Mato Grosso do Sul. Ils durent abandonner provisoirement ces endroits durant la guerre du Paraguay.
Expansion au sud de Paranaí et début de Três Lagoas
En 1867, durant la guerre du Paraguay, le Vicomte de Taunay voyageait de Aquidauana au Rio de Janeiro pour apporter à la cour des nouvelles sur la «Retirada da Laguna» (la retraite de Lagune). Venant du sertão de Camapuã, il traversa le rio Verde à la nage entre les latitudes des actuelles villes de Paranaíba et Inocência. Il traversait ainsi du nord-est au nord l'actuelle municipalité de Três Lagoas. Comme il l'écrit dans son livre : « le 30 juin 1967, nous étions dans la grande cabane de José Pereira, personne originaire du Minas Gerais qui nous reçu parfaitement et était le premier habitant que nous rencontrions à la sortie du sertão de Camapuã et l'entrée de celui de Santana du Paranaíba, un peu plus habité, (…) proche de l'agglomération de Santana du Paranaíba ».
En indiquant que José Pereira fut le premier habitant qu'il rencontra dans la région de Paranaíba, même près de la ville, les notes de Taunay furent claires ainsi que l'année 1867 le front d'occupation se trouvait seulement aux environs de cette cité c’est-à-dire très distante de la localisation actuelle de la municipalité de Três Lagoas plus au sud.
Avec la fin de la guerre du Paraguai, les sertanistes et colonisateurs revinrent au centre et à l'ouest du Mato Grosso réunissant le restant des troupeaux.
Ce fut seulement dans les années 1880, cependant que ses trois fondateurs et plus anciens habitants arrivèrent au sud de la municipalité de Paraíba c'est-à-dire à l'actuelle municipalité de Três Lagoas. Ces fondateurs sont Luís Correia Neves, le plus ancien qui s'installa près du Ribeirão Beltrão au nord du Rio Sucuriú avec sa femme Claudina Correia Neves, Antônio Trajano dos Santos, qui s'installa dans la région entre le Ribeirão Palmito et le Rio Sucuruí et appela l'endroit Fazenda das Alagoas (=Grande propriété rurale des lacs)parce qu'il existait de très grands étangs dans la région et Protázio Garcia Leal, petit-fils de Januário Garcia Leal, qui s'installa dans la région de Piaba sur les marges du Rio Verde. Ils occupaient les trois régions de la ville : au nord du Rio Sucuriú, dans la région du Ribeirão Beltrão; le centre et l'actuel périmètre urbain et dans la région des trois lacs et au sud la région du Rio Verde.
On peut donc dire que la fille de Luís Correia Neves, Zulmira Maria de Jésus, née en 1884, fut la première personne avec des ancêtres européens qui naquit dans l'actuelle municipalité après le départ des Ofaés.
Peu à peu, les colonisateurs se répandirent sur les marges des cours d'eau Palmito, Córrego da Moeda, Piaba, Pombo, Campo Triste et Brioso - quittant la région de Paranaíba et s'aventurant au sud vers la région du Rio Sucuruí et au-delà.
Aussi, on relève durant ces premiers moments, sur le territoire de l'ancienne municipalité de Paranaíba, dont Três Lagoas fut depuis séparé, Necésio Ferreira de Melo, fondateur de la propriété agricole dénommée Piaba, dans des terres baignées par le Ribeirão Campo Triste; Antônio Ferreira Bueno, à Serrinha, aujourd'hui Garcias; Antônio Paulino, aussi sur les marges du Ribeirão Campo Triste; Silvério Garcia Tosta et ses fils, fermier au haut-Sucuriú, dans la bananeraie de la Boa Vista; Misael Garcia Tosta, sur Ribeirão Morro Vermelho, affluent du rio Paraná; Januário José de Sousa et ses fils, fermier sur le ribeirão São Pedro, affluent du rio Sucuriú ; Manuel Garcia Tosta, au ribeirão Indaiá Grande, affluent do rio Sucuriú ; Carlos de Castro, à la ferme Coqueiro; Miguel Pântano, Marcolino Marques et Isaías Borges, dans le bassin du rio Correntes ; les frères Joaquim e José Machado, les frères Jerônimo et Isaías Coimbra, Jerônimo Rosa, les frères Albino, Ângelo, José et Vitório Lata, Antônio dos Santos, les frères Manuel et Francisco Fabiano, Silvério Garcia Tosta et ses fils, tous fermiers sur les pentes de la Serra da Moranga ; Bernardo Barbosa Sandoval et ses fils, dans le bassin du rio do Peixe ; les frères José, Urias, Francisco et Antônio Queirós, dans le bassin du rio Quitéria; la famille Pereira, fermiers sur les rios Sucuriú e Verde ; les familles Camargo et Otoni, sur le haut- Sucuriú ; les familles Damasceno et Oliveira, dans le moyen rio Pardo; les familles Barbosa, Lopes, Rosa et Mariano dans la municipalité de Vacaria ; et le curé de Santana du Paranaíba, père Francisco de Sales Fleury, qui était aussi propriétaire d'une ferme où il avait une intendante une certaine Joaquina avec laquelle il eut des enfants : Marcelo, Justiniano, Augusto, Maria, Teotônio et Vicência.

### Création
Au début du XXe siècle, la propriété d'Antônio Trajano dos Santos, appelée Fazenda (=grande propriété rurale) das Alagoas, sur la marge gauche du Ribeirão Palmito, reçoit le nom de Coletora (= qui collecte) à cause du bureau de perception de l'État qui y était installé pour la taxation de l'élevage. Ses terres sont, donc, coupées en diagonale par le Chemin de Fer Nord-Ouest du Brésil (NOB) la divisant en deux triangles.
Quand en 1909, pour la construction du Chemin de Fer Nord-Ouest du Brésil, fut fondé le cantonnement des ingénieurs sur les rives du Lagoa Maior (=Lac majeur), la Fazenda das Alagoas, où se trouve aujourd'hui la cité, les Ofalés avaient déjà quitté l'endroit.
À cette époque, Jovino José Fernandes arrivait au nord du Rio Sucuriú. Il devint le propriétaire d'une grande plantation de canne-à-sucre et d'une distillerie et ainsi un des hommes les plus riches de l'endroit. Au sud de la même rivière, au district de Garcias, José Silvério Borges, originaire de Uberaba, s'installait avec son épouse Inocência Maria da Abadia, de Jataí, Goiás.
En 1910, le cantonnement des ingénieurs provoqua la construction de plusieurs maisons créant une nouvelle agglomération. Comme sa propriété avait été divisée en deux moitiés triangulaires, Antônio Trajano do Santos en donna à l'agglomération une partie entre le chemin de fer et le Rio Sucuriú. Ce furent près de quarante alqueires où sur une place fut construite une église en hommage à Saint Antoine proclamé protecteur de l'endroit. Oscar Guimarães en proposa l'urbanisation et Justino Rabgel de Franca, fonctionnaire de l'entreprise de construction Machado de Melo & Cia, em fit le plan.
Três Lagoas reçoit le flux de nombreux migrants, comme les originaires de Minas le Colonel Antônio de Sousa Queirós, Bernardino Caldeiras et le Dr. Sebastião Fenelon Costa. Ces trois derniers ouvrent la maison de commerce Bernadino & Cia. João Carrato construit l'Hôtel dos Viagentes (=Voyageurs) premier hôtel de la cité. Au milieu des années 1910 arrive le Sirien Martins Rocha. Au nord du Rio Súcuriú, il y avait le Capitaine Benevenuto et ses fils.
Misael Garcia Moreira et João Moreira et Francisco Salles da Rocha, créateur d'un établissement pour héberger les muletiers.
Le district est créé par la loi no 656 du 12 juin 1914, comme dépendance de Sant'Anna do Paranaíba. La Vila de Três Lagoas est créé par la loi d'État no 706, du 15 juin 1915, faisant encore partie de la circonscription judiciaire de Paranaíba, mais politiquement indépendante. Le Dr. Sebastião Fenelon Costa est nommé Intendant Général, les premiers édiles sont aussi désignés.
Três Lagoas devient une commune en août 1915. Le 8 du même mois, des élections sont réalisées pour la présidence de la Chambre Municipale et le Colonel Antônio de Souza Queiroz est élu comme président et l'avocat Dr. Generoso Alves comme vice-président. La division de la circonscription de Paranaíba est réalisée le 27 décembre 1916 par le décret de loi nº. 768, à ce moment, les autorités municipales nommées par le Gouverneur entrent en fonction.
Le 10 octobre 1920, Elmano Soares publie, avec Bernardo de Oliveira Bicca, le premier numéro de la Gazeta do Comercio, le premier journal hebdomadaire de l'ancien État du Mato Grosso. À cause de sa manière polémique et politisée d'écrire, Elmano Soares souffre des persécutions politiques pour ses articles; il est obligé de s'écarter du journal et de s'éloigner de Três Lagoas pour protéger sa vie. Le journal, finalement, devient le plus respectable de la région.
La Vila reçoit les actes de cité par la Résolution no 820, du 19 octobre 1920, pendant le gouvernement de Dom Francisco de Aquino Corrêa. On fête, donc, le 15 juin, l'indépendance politique de Três Lagoas. Au début des années 1920, le reste de la municipalité, près de trois mille six cents hectares y est annexé par le gouverneur de l'État Celestino da Costa. Le terrain fut démarqué en 1921 par l'ingénieur Sampaio Jorge et divisé comme zone sub-urbaine.

### Guerres civiles
Dans «A Coluna Prestes», Neil Macaulay, écrit que 1500 soldats rebelles marchèrent dans l'intérieur brésilien après la mise en échec du mouvement militaire. Ces troupes rebelles commandées par Isidoro Dias Lopes, avaient attaqué São Paulo le 5 juin 1924 et occupé la ville durant vingt-trois jours réclamant la démission du président Artur Bernardes. La date avait été choisie pour célébrer l'anniversaire de deux ans de la Révolte des 18 du fort de Copacabana. De toute façon, après le bombardement de régions comme Mooca, Brás et Perdizes, les troupes révoltées furent repoussées par l'armée loyale. Depuis lors, elles vaguaient sans but dans l'État de São Paulo».
Toujours selon Neil Macaulay, «à Bauru, Izidoro apprit qu'il y avait une grande troupe fédérale à Três Lagoas.(…). les rebelles attaquèrent la concentration fidèle au gouvernement.(…) l'attaque était commandée par Juarez Távora. À Porto Epitácio (…), son bataillon renforcé par 570 hommes embarqua en deux vapeurs en direction des environs de Três Lagoas. Au matin, le jour suivant, les soldats de Juarez se déplacèrent pour attaquer [la cité] (…). Les subordonnés de Juarez pouvaient entendre la vapeur des locomotives du chemin de fer Nordeste. (…). La lutte à Três Lagoas laissa un tiers du bataillon mort, blessé, prisonnier ou disparu. Juarez avait perdu la bataille la plus sanglante de la Révolte Paulista de 1924. Ce fut peut-être la bataille décisive de la révolution.»
Ayant été la scène de la grande victoire légaliste en 1924, l'isolement géographique de la région de Três Lagoas, cependant, favorisait les sentiments révolutionnaires. Durant les années 1920, on sent que les gens de la région ne sentaient pas beaucoup d'affinité avec l'État du Mato Grosso. Ils se sentaient beaucoup plus appartenir à São Paulo parce que géographiquement, ils en étaient proches même avant l'ouverture du pont Francisco de Sá et donc du plein fonctionnement du Chemin de fer du Nord-Est (Estrada de Ferro Noroeste do Brasil).La participation de Três Lagos à la Révolte des Lieutenants (Revolta tenentista) en 1932 montre le type de rapport qui existait entre les cités de l'ex-État du Mato Grosso. Se comportant comme cités-états, elles participèrent au mouvement de manière indépendante et sans, même, parfois, en informer les autres.
Ainsi, durant la Révolution «constitutionaliste» de 1932, Três Lagoas fut de nouveau la scène de luttes armées. Cette fois, cependant, la ville ne sera plus une étape agréable pour les troupes du gouvernement mais elle en sera l'ennemie. Ces troupes qui lutteront contre l'armée de Três Lagoa arrivèrent par le nord, s'établissant dans la région du Ribeirão Beltrão sur les terres de Jovino José Fernandes, Francisco Salles da Rocha et du Capitaine Benevenuto. De là, ils se dirigèrent vers le Rio Sucuriú, entourant la ville. Parmi les morts de ce conflit, il y eut la propre épouse de Jovino José Fernandes, Zulmira Maria de Jesus première citoyenne de Três Lagoas d'origine européenne qui mourut le 22 juin 1932 par manque de soins dû à l'absence de communications avec la ville et ce un jour avant que Santos Dumont ne se soit suicidé à cause de cette même guerre civile.

### Dictature militaire

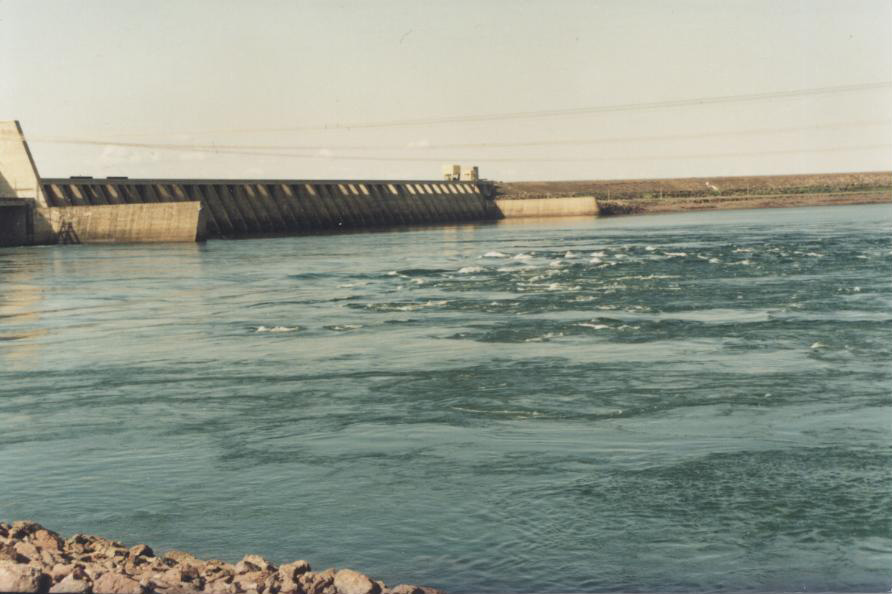
A Usine hydroélectrique Engenheiro Sousa Dias vue de Jupiá.

Durant les années 1960, on commença la construction, par la CESP, de l'Usine hydroélectrique Ingénieur Sousa Dias (Usina hidrelétrica Engenheiro Sousa Dias (Jupiá)). Située au Saut de Urubupungá, elle était la plus grande du Brésil en 1974. En 1978, elle fut dépassée par l'Usine hydroélectrique de Ilha Solteira et en 1982, également par Itaipu. Aujourd'hui, elle est toujours la troisième usine hydroélectrique du Brésil et est considérée comme très rentable : sa surface inondée est petite par rapport à l'énergie produite.
Sa position stratégique et sa proximité d'une source d'énergie tant importante sont les raisons pour lesquelles la municipalité de Três Lagoas fut considérée comme Zone de Sécurité Nationale durant la dictature militaire à partir de 1970. Les préfets furent nommés par le Gouverneur du Mato Grosso, après approbation du Président de la République. Il n'y avait pas de vice-Préfet et, en cas de vacance de la Préfecture, le Président de la Chambre municipale assumait la fonction jusqu'à la nomination du nouveau préfet. Cette situation dura jusqu'en 1985.
Durant les années de plomb, les gouvernements, comme celui de Lúcio Queirós Moreira, souffrirent de plusieurs changements d'objectifs imposés par les gouvernements de l'État et aussi de problèmes budgétaires. Par exemple, le Programme d'Amélioration Urbaine Programa de Complementação Urbana (P.C.U.),) un programme du gouverneur Marcelo Miranda et appelé à l'origine Projet régénération urbaine (Projeto Cura-Comunidade Urbana para Recuperação Acelerada).
Ce programme était très vaste et s'il avait été implanté dans toutes les cités pôle de développement du Mato Grosso do Sul, il aurait bénéficié l'État comme un tout. Ce n'est pas arrivé. Pendant le gouvernement de Pedro Pedrossian, il y eut un autre programme appelé Pro-Cité qui eut ses fonds bloqués et qui ne sortit jamais du papier.

## Politique
Três Lagoas possède le quatrième collège électoral de l'État du Mato Grosso du Sud. Le nombre total d'électeurs est de 57 582 personnes (28 034 hommes et 29 548 femmes).
La chambre municipale est composée de dix conseillers municipaux (vereadores) et le maire actuel est Simone Tebet (PMDB) (2005/2008).

### Population
Depuis sa création, la population de Três Lagoas a augmenté de manière constante.
Selon l'administration municipale, il est prévu que, avec l'accélération du processus d'industrialisation de la ville, en quatre ans, Três Lagoas devienne la deuxième ville de l'État du Mato Grosso do Sul en importance politique et économique.

### Division territoriale
Três Lagoas est divisée en cinq districts et une cinquantaine de quartiers.
Les districts de Três Lagoas
- Arapuá ;
- Garcias ;
- Guadalupe do Alto Paraná ;
- Ilha Comprida ;
- Três Lagoas (Siège).

Les quartiers de Três Lagoas
Alto da Boa Vista; Bela Vista; Centro; Cinturão Verde; Colinos; Interlagos; Ipacaray; Jardim Alvorada; Jardim Atenas; Jardim Brasília; Jardim Caçula; Jardim Capilé; Jardim das Acácias ; Jardim das Paineiras ; Jardim Dourados ; Jardim Flamboyant ; Jardim Glória ; Jardim Guaporé ; Jardim Maristela ; Jardim Mirassol ; Jardim Morumbi ; Jardim Novo Aeroporto ; Jardim Nova Ipanema ; Jardim Oiti ; Jardim Planalto ; Jardim Primavera; Jardim Rodrigues ; Jardim Santa Júlia ; Jardim Santa Aurélia ; JK; Jupiá ; Lapa ; Nossa Senhora Aparecida ; Nossa Senhora das Graças ; Osmar Dutra ; Paranapungá ; Santa Luzia ; Santa Rita ; Santa Teresinha ; Santo André ; Santos Dumont ; Santos Dumont 2 ; São Carlos; São João ; São Jorge; Sherogami; Vila Alegre; Vila Cardoso ; Vila Carioca ; Vila Guanabara ; Vila Haro ; Vilas Maria 1 et 2 ; Vila Nova ; Vilas Piloto 1,2,3,4 et 5 ; Vila Popular ; Vila Santana ; Vila Verde et Vila Viana

## Économie
Três Lagoas est le centre du dit portefeuille (bolsão) du MatoGrosso do Sul, région riche en recette d'impôt de l'État du Mato Grosso do Sulet dont la principale activité économique est l'élevage. La crise dans ce secteur, cependant, propulse l'industrie et le tourisme comme alternative pour la ville et la région. Selon l'IBGE, Três Lagoas possède un total de 1 497 établissements commerciaux et 323 industries de transformation. Pour l'industrie du tourisme, de son côté, Três Lagoas fait partie de la dite Côte Est du Mato Grosso du Sud.

### L'élevage
Depuis le début, Três Lagoas montra une vocation pour l'élevage comme principale activité développée par les pionniers de l'endroit avec peu d'exceptions, comme celle de Jovino José Fernandes, qui s'occupa d'agriculture. Depuis les années 1990, la ville est connue pour son élevage intensif de bovins et l'exportation de viande bovine vers, entre autres, Israël et l'Europe. Le résultat de cet accroissement des exportations est montré par la variation du PIB per capita entre 1999 et 2005 (voir le tableau). Ce revenu provenant de l'élevage alimenta aussi d'autres secteurs comme le commerce et les services.

Depuis octobre 2005, cependant, l'apparition de la fièvre aphteuse dans l'extrême ouest de l'État à la frontière avec le Paraguay provoqua des restrictions à l'exportation de la viande. L'espace perdu par le Brésil dans le marché mondial fut occupé par des pays comme l'Inde et les États-Unis. 

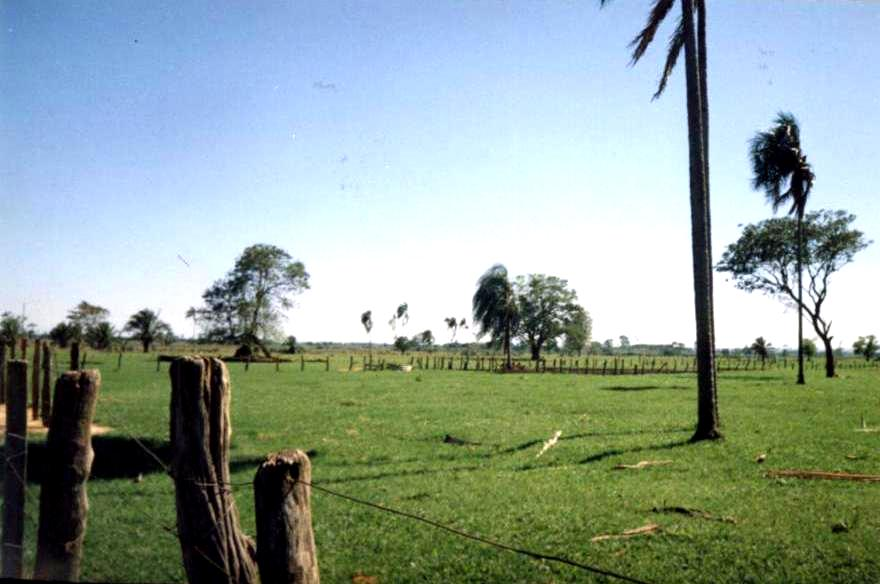
une ferme d'élevage à Três lagoas.

 En plus de cela, un scandale d'évasion fiscale du groupe Groupe Margen, qui, seulement pour son établissement frigorifique à Três Lagoas devait R$ 78,7 millions à la Prévoyance Sociale. Ce groupe, sous le prétexte de la fièvre aphteuse ferma tous ses établissements au Mato Grosso do Sul sauf un à Coxim.
Avec la fin du fonctionnement de la Frigovel unique établissement frigorifique de Três Lagoas et vu les barrières sanitaires dressées à cause du problème de la fièvre aphteuse, la ville a de grands problèmes financiers depuis 2005 avec chute du prix de la viande et des terres en zone rurale.
Dans la zone urbaine, les secteurs du commerce et des services en souffrirent les conséquences. Au district de Arapuá, cependant, la croissance des secteurs des produits laitiers et de l'élevage du ver à soie continue.

### Extrativisme et Industrie
Déjà, à certains moments du début, des pionniers ont su utiliser les ressources minérales naturelles disponibles dans la région. Martien Brocha, par exemple, retira de l'argile de Jupiá, au Rio Paraná et créa une importante poterie dans la commune. Três Lagoas est devenu le plus grand producteur de pièces de céramiques du Brésil suivant la tradition commencée par Martins Rocha. On extrait aussi d'autres matériaux utilisés dans la construction comme le gravier et le sable. D'autres types d'industries sont rares dans la ville.
Au début des années 1990, un article de Revista Exame a indiqué Três Lagoas comme un des pôles de développement du Brésil. La cité va recevoir des milliards en investissements et va croître de forme étonnante. À partir de ce moment, commencèrent les bruits que Três Lagoas serait la nouvelle São Paulo vu que la cité est située de manière stratégique d'accès facile aux marchés du Sudest, du Sud, Centre-Oueste et Amérique du Sud, en plus d'avoir à sa disposition les transports fluviaux, ferroviaires et tous les types de matières premières et main d'œuvre.
Depuis les années 1930, beaucoup d'industries s'y installèrent entre elles Mabel, Cortex, Metalfrio, une industrie du cuir pour une meilleure utilisation du cuir bovin. À cause de la qualité de ses eaux, des compagnies d'eaux minérales et de boissons se sont aussi développé dans la ville. La Petrobras installa une usine thermoélectrique.
De tous ces investissements, cependant, un des plus grands sera fait par les compagnies International Paper et le Groupe Vototantim, maintenant Fibria.
Ils investiront 1,15 milliard pour la construction d'une usine avec une capacité pour produire cinq cent mille tonnes de papier blanc par an à Três Lagoas à partir du premier trimestre de l'année 2009. La pierre fondamentale fut scellée le 19 décembre 2006. Pendant la construction de l'usine, dix mille travailleurs seront occupés. Le PIB municipal sera triplé pour augmenter de 13,5 % celui du Mato Grosso du Sud et de 0,15 % celui du Brésil.
Contrairement à ce qui se passe dans la zone rurale, à cause de l'augmentation industrielle, dans la zone urbaine, les prix des immeubles ont triplé ou même quadruplé.

## Personnalités liées à la ville
- Silvânia Costa de Oliveira (198-), athlète handisport brésilienne.
- Ruth Roberta de Souza (1968-2021), joueuse de basket-ball brésilienne.

## Liaisons externes
(pt) Guia Comercial de Três Lagoas